# Monclar (Gers)
Monclar è un comune francese di 223 abitanti situato nel dipartimento del Gers nella regione dell'Occitania.

## Storia

### Simboli
Lo stemma è in uso dal 2024.

## Società

### Evoluzione demografica
Abitanti censiti